# Shimbara Yukio
Yukio Shimbara (sinh ngày 5 tháng 6 năm 1979) là một cầu thủ bóng đá người Nhật Bản.

## Sự nghiệp câu lạc bộ
Yukio Shimbara đã từng chơi cho Nagoya Grampus Eight.